# Technik-Museum Sinsheim
A Technik-Museum Sinsheim (helyesen írva: "Technik Museum Sinsheim" lenne, korábban "Auto- und Technikmuseum") egy 1981-ben megnyitott múzeum a baden-württembergi Sinsheimben. A fő attrakció, a két szuperszonikus repülőgép, a Concorde és a Tupoljev Tu-144 mellett a régi autók és személygépkocsik nagy gyűjteménye, melynek kezdeményezője és alapítója Eberhard Layher vállalkozó volt.